# ヒトリゴト
「ヒトリゴト」は、ClariSの楽曲。17枚目のシングルとして2017年4月26日にSACRA MUSICから発売された。

## 概要
前作「again」から約5か月ぶり、SACRA MUSIC移籍後では初のリリースとなる。表題曲はテレビアニメ『エロマンガ先生』のオープニングテーマに起用された。
販売形態は初回生産限定盤（VVCL-1010）・通常盤（VVCL-1012）・期間生産限定盤（VVCL-1013）の3種リリースで、初回生産限定盤には表題曲のPVを収録したDVDが同梱されている。

## シングル収録内容

### 初回生産限定盤・通常盤
| #         | タイトル                     | 作詞                 | 作曲・編曲           | 時間  |
| --------- | ---------------------------- | -------------------- | -------------------- | ----- |
| 1.        | 「ヒトリゴト」               | ケリー               | 野村陽一郎           | 3:55  |
| 2.        | 「イロドリ」                 | KAREN                | 湯浅篤               | 4:41  |
| 3.        | 「Butterfly Regret」         | 長沢知亜紀、永野小織 | 長沢知亜紀、永野小織 | 4:10  |
| 4.        | 「ヒトリゴト」(Instrumental) |                      |                      | 3:54  |
| 合計時間: | 合計時間:                    | 合計時間:            | 合計時間:            | 16:40 |

| #  | タイトル                    | 作詞 | 作曲・編曲 |
| -- | --------------------------- | ---- | ---------- |
| 1. | 「ヒトリゴト」(Music Video) |      |            |

### 期間生産限定盤
| #         | タイトル               | 作詞  | 作曲・編曲 | 時間 |
| --------- | ---------------------- | ----- | ---------- | ---- |
| 1.        | 「ヒトリゴト」         |       |            | 3:55 |
| 2.        | 「イロドリ」           |       |            | 4:41 |
| 3.        | 「Butterfly Regret」   |       |            | 4:10 |
| 4.        | 「ヒトリゴト」(TV MIX) |       |            | 1:34 |
| 合計時間: | 合計時間:              | 14:20 |            |      |

## カバー
- Pastel*Palettes［丸山彩（前島亜美）］×ClariS - 『BanG Dream!』プロジェクトのリアルバンドが、カバー楽曲のオリジナルアーティストと共演する「エクストラ楽曲」の第4弾として、2021年12月31日にゲーム『バンドリ! ガールズバンドパーティ!』に追加収録[8]。
- Happy Around! - 電撃文庫とのコラボ楽曲として、2023年12月3日にゲーム『D4DJ Groovy Mix』に追加収録[9]。